# Georges Gaudy

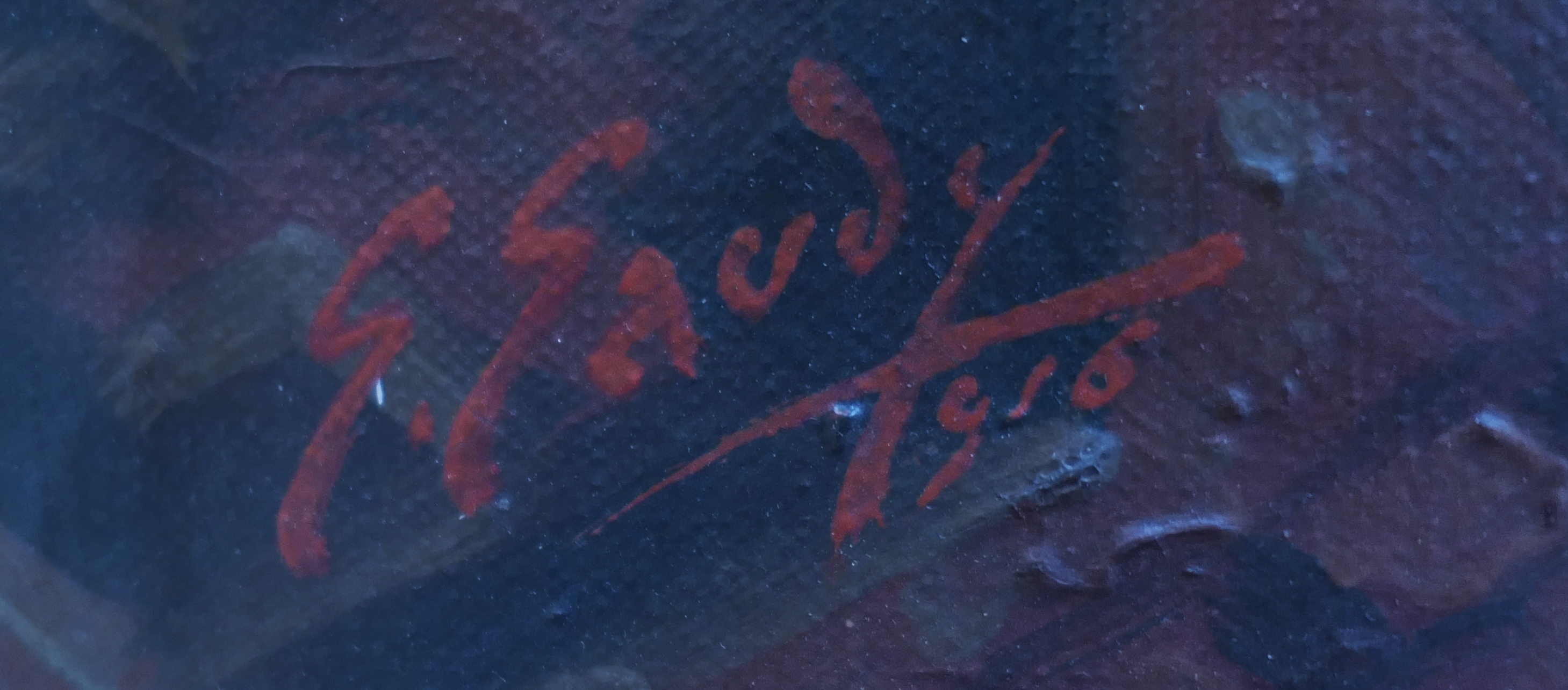
Firma di Georges Gaudy.

Georges Gaudy (1872 – 1941) è stato un illustratore, incisore e pittore belga, attivo nel periodo dell'Art Nouveau.

## Biografia
Georges Léon Valentin Gaudy nacque il 6 ottobre 1872 a Saint-Josse-ten-Noode, allora un sobborgo bilingue a nord-est di Bruxelles, e poi ampiamente inglobato nella capitale belga. 
All'inizio del XXI secolo è difficile poter stabilire se Georges Gaudy ebbe nella sua vita maggior fama come corridore in bicicletta o come artista della tavolozza: di certo raggiunse considerevoli livelli in entrambe queste attività. Ma il ricordo dei numerosi premi vinti in gare ciclistiche è stato appannato dal tempo, mentre le sue opere restano a testimonianza delle sue capacità artistiche.

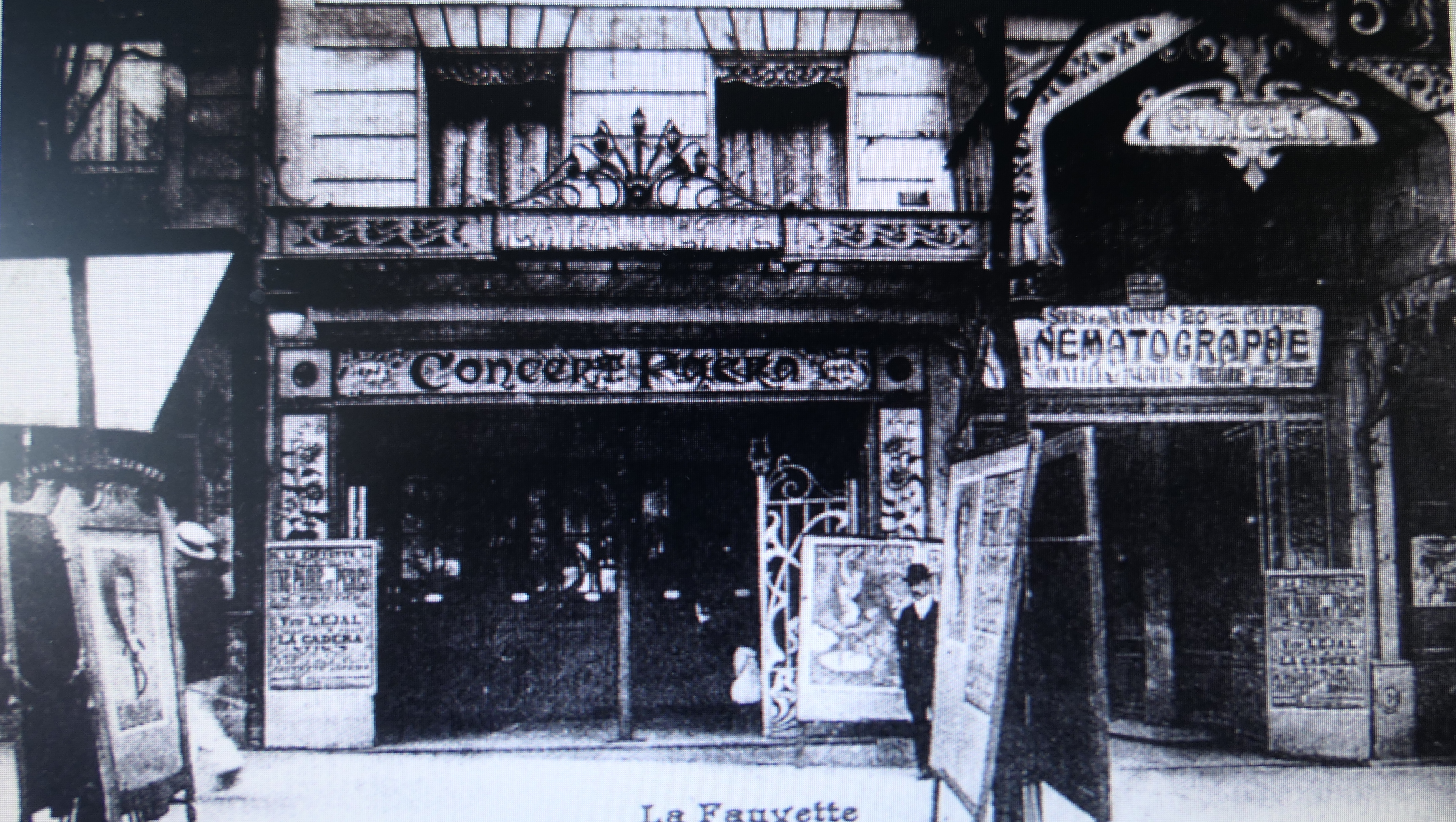
Affiches a Parigi.

Come è ovvio che sia, egli si dedicò dapprima all'attività sportiva seguendo una sua naturale predisposizione arrivando a vincere numerosi premi; poi passando gli anni e cominciando a venir meno la prestanza fisica necessaria a mantenere i risultati sportivi fino ad allora raggiunti, decise di iniziare a coltivare un altro suo talento che già sapeva di possedere, quello del disegno, e cominciò così a creare immagini pubblicitarie da principio di fabbriche o di eventi legati al mondo dello sport, facilitato in ciò dall'ambiente che aveva frequentato. Le sue prime immagini pubblicitarie stampate (quelle che oggi chiameremmo "posters" e che allora si chiamavano in francese "affiches") risalgono al 1896 e reclamizzavano, appunto, delle marche di biciclette e auto belghe (per prime,la Legia e la Delin), e la gara automobilistica Bruxelles- Spa organizzata in quell'anno dall'Automobile Club del Belgio; questa immagine, riprodotta in litografia, è oggi esposta al Museo delle Belle Arti di Ixelles, in Belgio.
La sua bravura in questo genere artistico giudicato minore dai contemporanei (benché venisse praticato anche da artisti noti come Toulouse-Lautrec, Steinlen, Chéret, Mucha) venne ben presto riconosciuta e fece si che in breve gli arrivassero committenze oltre che dall'ambiente sportivo-meccanico-motoristico anche per le occasioni più disparate. Quindi, è a questo punto della sua vita che volendo elevare la sua produzione artistica iniziò a dedicarsi, alla fine dell'Ottocento, anche alla pittura ad olio e all'acquerello. Non si hanno notizie su chi guidò la sua formazione a questo riguardo, ma certamente giudicandone i risultati pittorici non fu un autodidatta, anche se mancò di una vera formazione accademica.
Georges Gaudy fu membro della Società degli Acquefortisti Belgi e del Circolo Artistico e Letterario di Bruxelles, che periodicamente erano sede di importanti mostre, ed espose nel 1918 al Salone nazionale degli Acquarellisti. Di lui esistono numerosissime litografie, alcune presenti nei Musei di Ixelles (già ricordata), di Archeologia e Arti Applicate di Anversa, del Folklore di Gand. Numerosi, nonostante sia giunto in età ormai matura a questo genere artistico, sono anche i dipinti a olio, tutti datati dopo fine Ottocento, conservati in svariati Musei: a Berlino (Pozzo in Tirolo, Fucina presso Salisburgo), a Graz (Lupi, Ritorno nella tempesta), a Lipsia (Paesaggio con gregge; un soggetto simile venne acquistato nel 1897 per 1149 fr.), a Vienna (La fucina, Il riposo nei campi, L'aratore, L'abbeveratoio, L'avvoltoio e il cervo), alla Residenzgalerie di Salisburgo (Un cavallo, La foresta fitta).

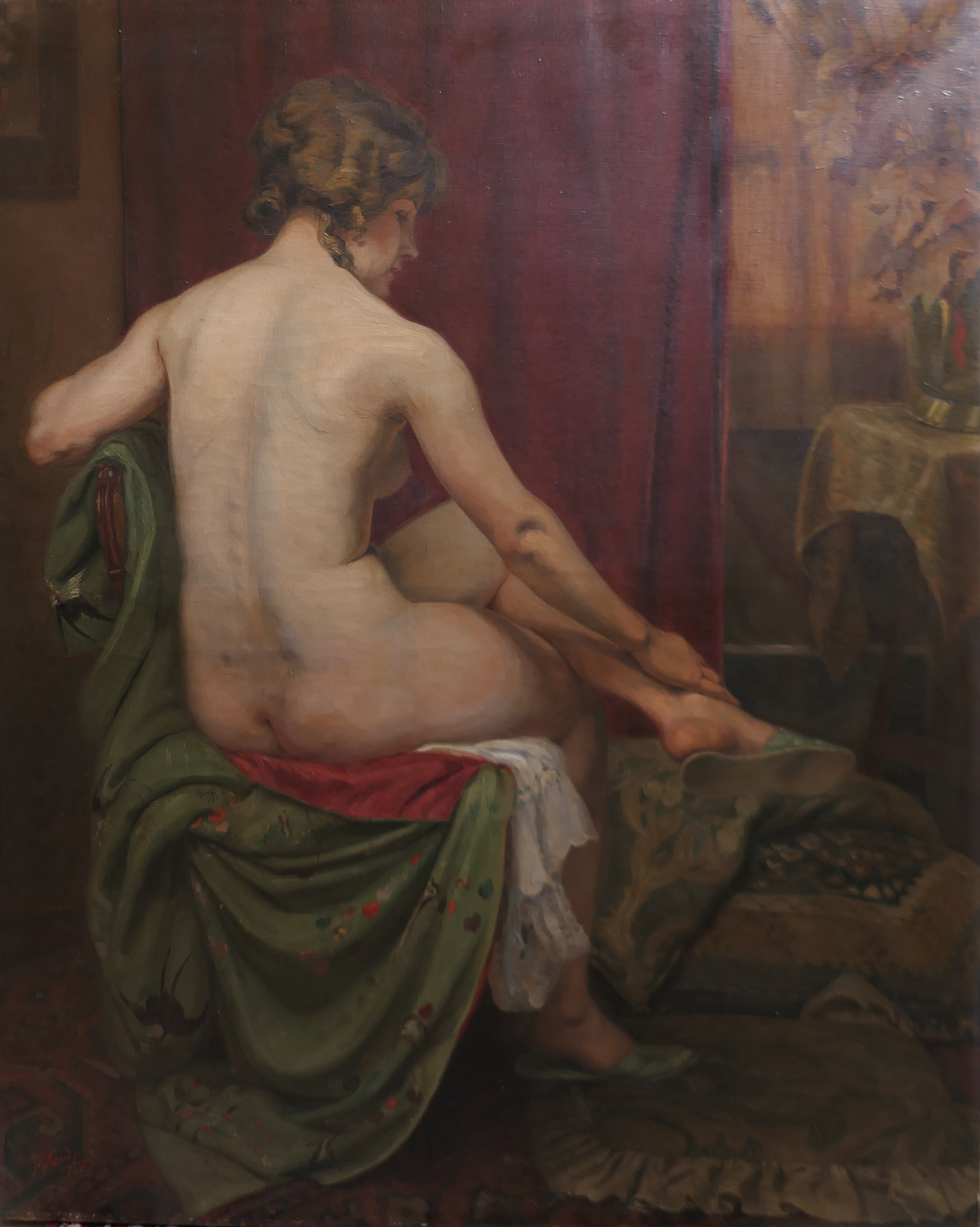
La vestaglia giapponese, 1916.

Lo stile pittorico di Georges Gaudy trae soprattutto ispirazione dagli Impressionisti francesi, e in questi casi si nota spesso la sua vicinanza alla corrente del Luminismo: ciò è particolarmente evidente, ad esempio, nelle cangianze della veste del grande Ritratto in piedi di una dama a grandezza naturale (cm. 204x68 la tela) agghindata con un lungo abito cremisi e cappello su di uno sfondo naturalistico, del 1899, ed anche nel Ritratto di una signora in rosso, di cm. 90x120, del 1923, in cui il soggetto è una donna elegante con una lunga collana d'ambra sull'abito scarlatto seduta a terra su un tappeto orientale. Uguali influenze impressioniste, ma con minori accenti luministici, sono presenti in altre sue opere come nell'ovale di cm. 80x64 La ragazza col ventaglio, o nei dipinti Un homme à l'ouvrage devant sa porte (Un uomo nel cortile di casa), di cm. 34x64, del 1899, che rappresenta un anziano con un cesto in grembo seduto in un piccolo cortile dirimpetto alla porta di casa, o nell'acquerello Il mio giardino a Linkebeek (cm. 40x25, del 1903), dai luminosi colori primaverili, o nell'esplicito nudo La modella, un pastello su carta (cm. 30x23) del 1920. In altri suoi lavori appare invece rifarsi alle opere del neoclassicismo ottocentesco, e uno degli esempi più rappresentativi di ciò è Le peignoir japonais (La vestaglia giapponese), un nudo di schiena seduto di cm. 100x80 del 1916, che si trova in Italia in una collezione privata di Piacenza.
Se ne può trarre la conclusione che pur essendo Georges Gaudy un artista dotato di talento così da apprendere una ottima tecnica pittorica, nondimeno il fatto di essere arrivato tardi a questo genere artistico forse non gli ha consentito di poter sviluppare appieno un proprio stile personale e nella realizzazione delle sue opere ha talora dovuto rifarsi alle esperienze stilistiche dei pittori suoi contemporanei.
Georges Gaudy risiedette prima a Bruxelles e successivamente dall'inizio del Novecento si trasferì a Linkebeek, una cittadina che allora faceva parte della municipalità di Uccle, nella periferia fiamminga a sud della capitale, dove si spense sessantottenne il 7 febbraio 1941.

## Galleria d'immagini

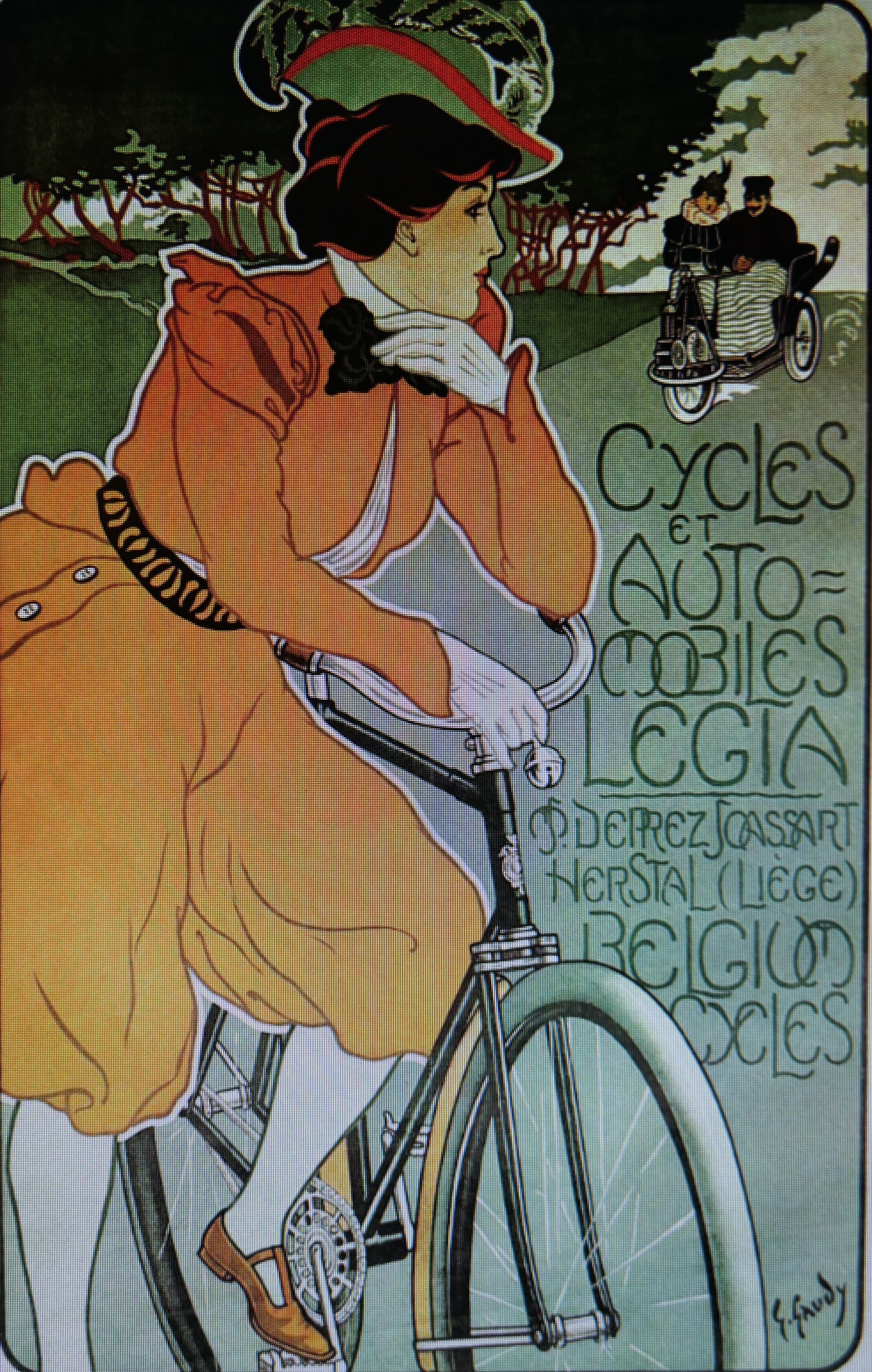
Affiche.
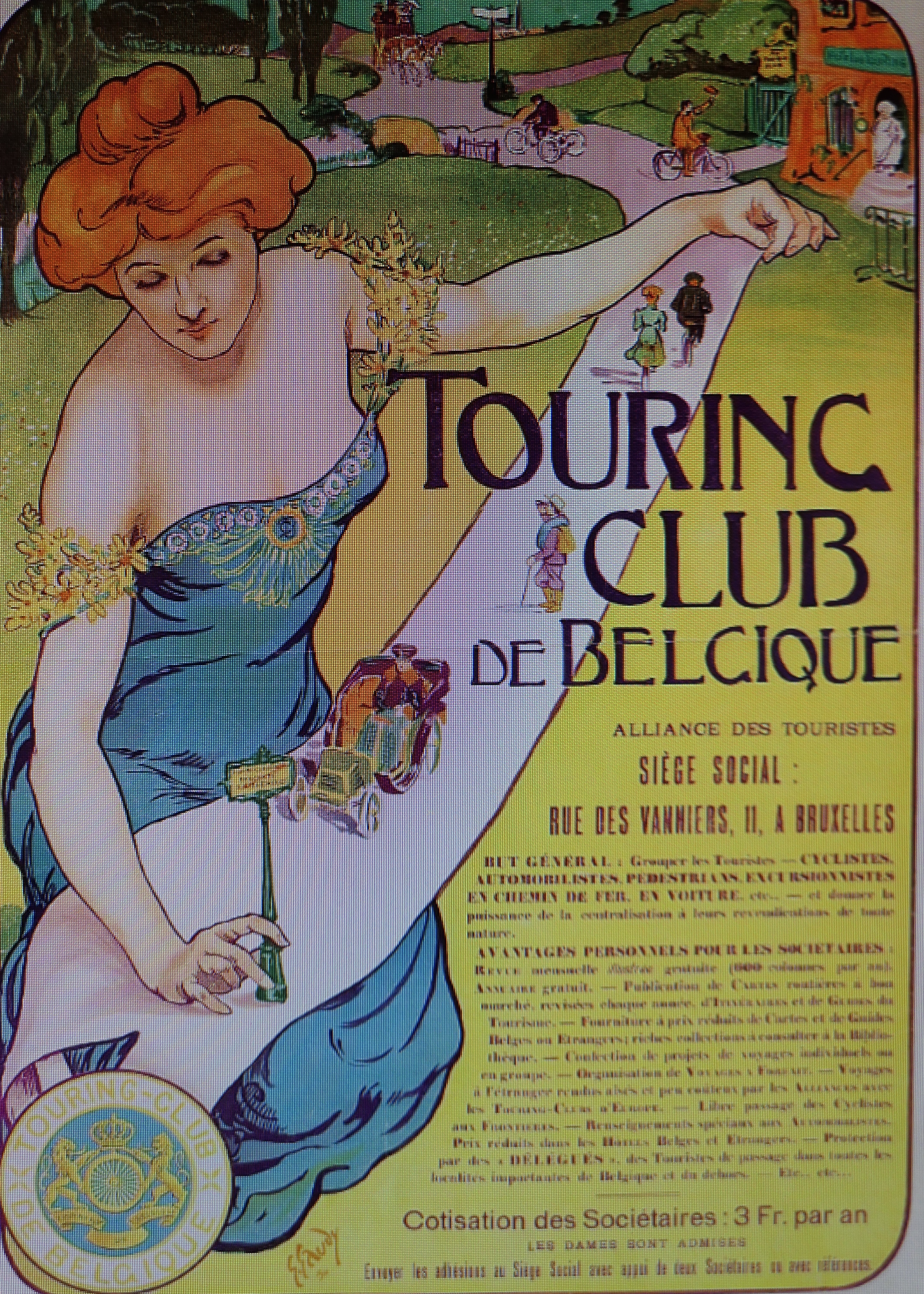
Affiche.
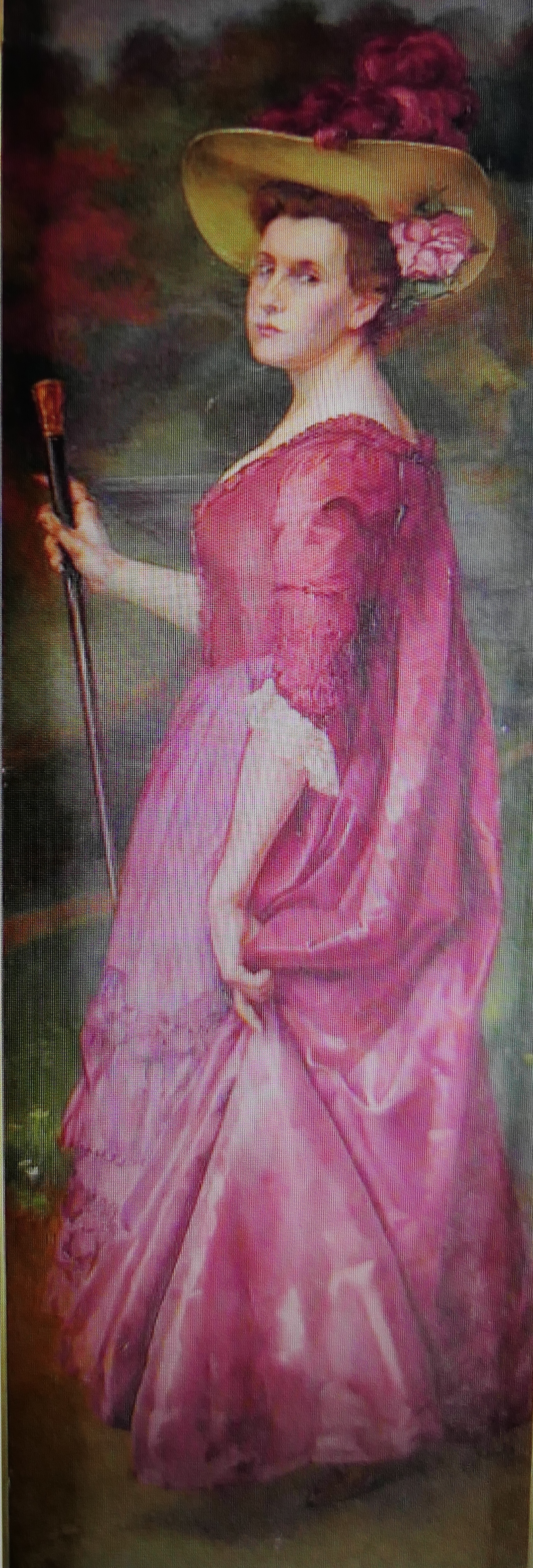
Ritratto in piedi, 1899.
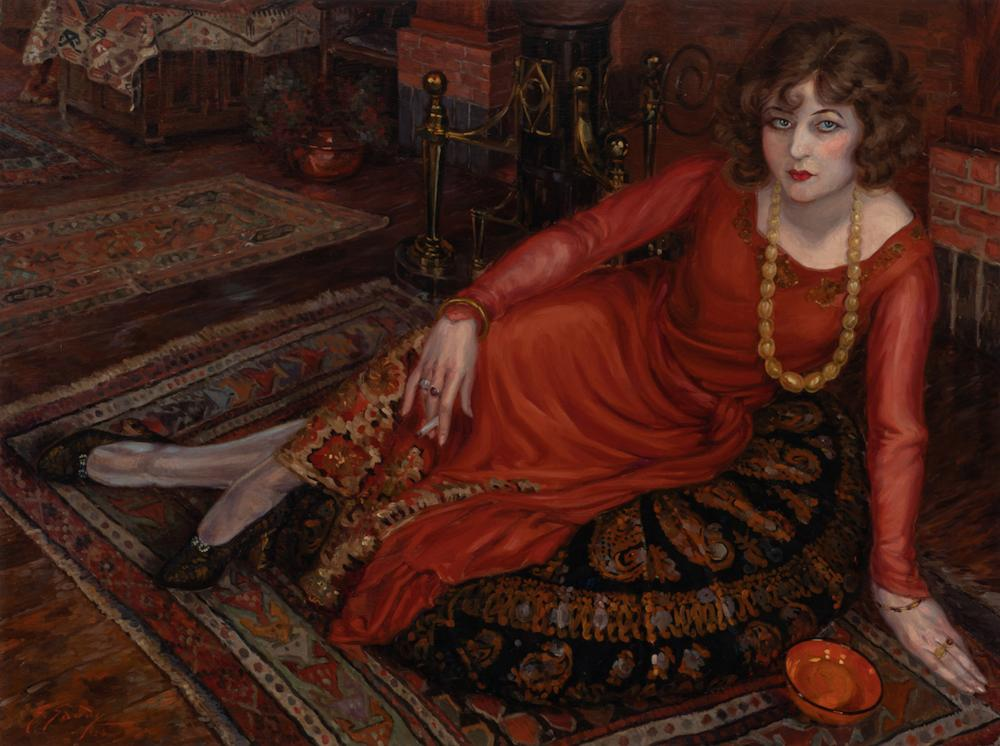
Ritratto di una signora in rosso, 1923.
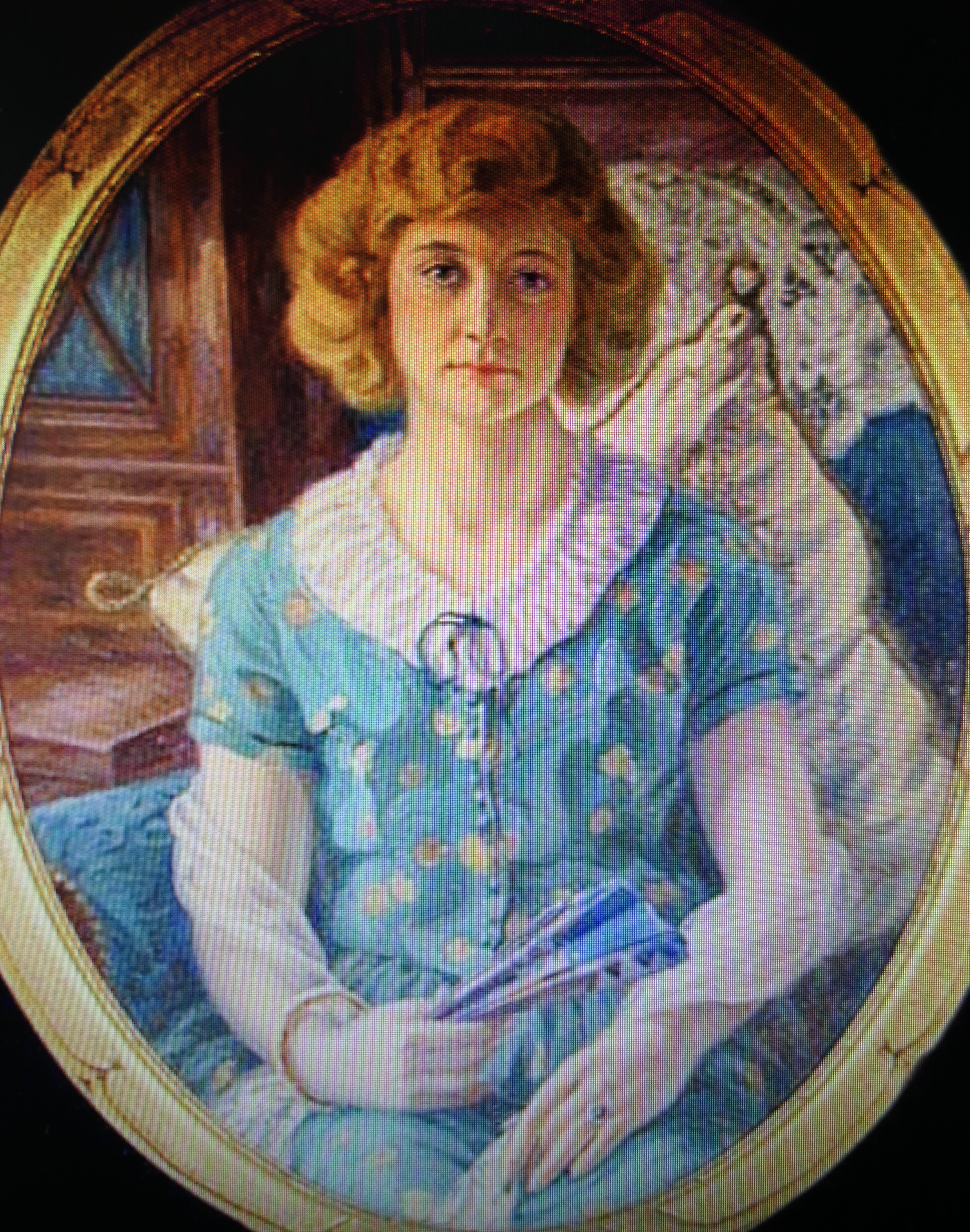
La ragazza col ventaglio.
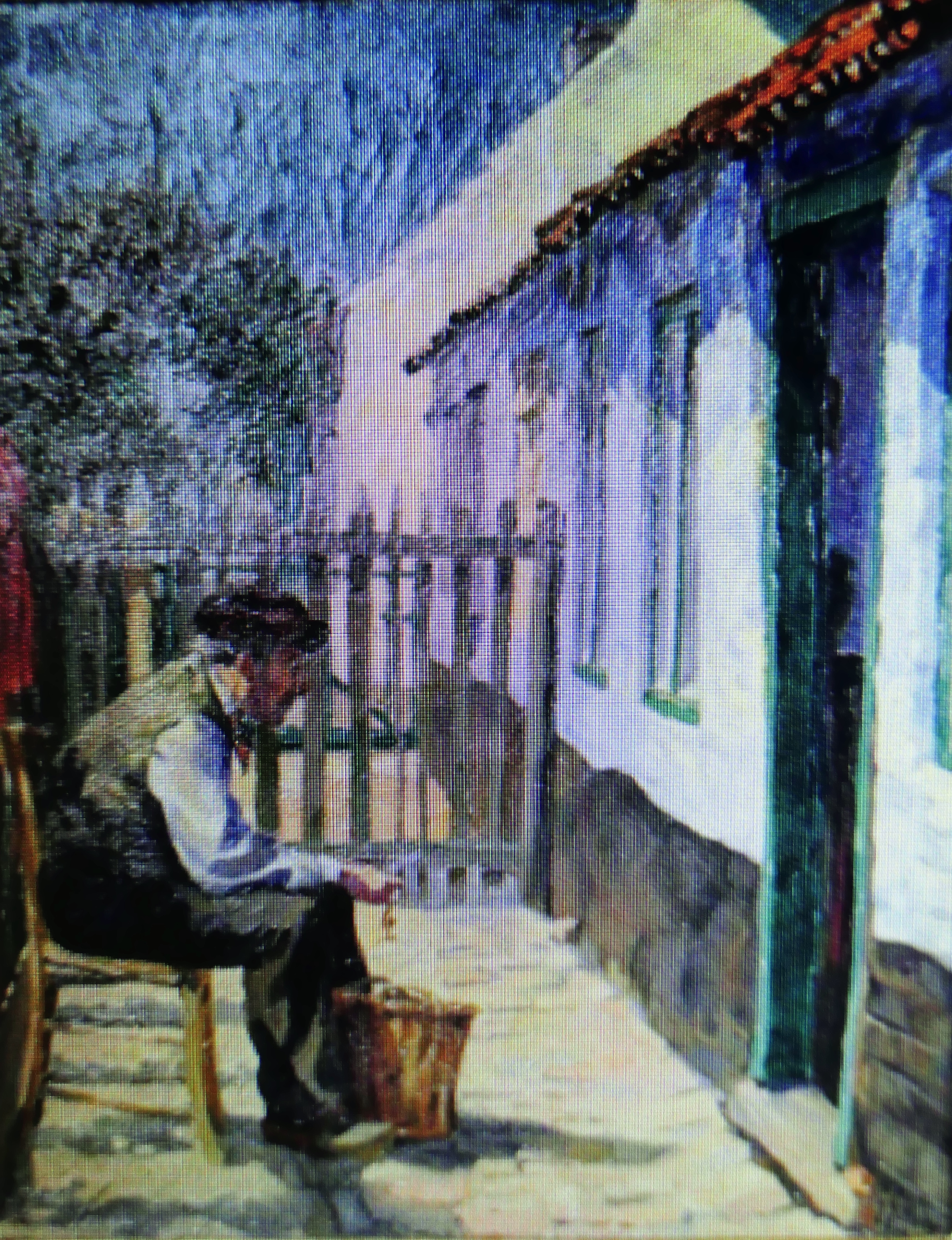
Un uomo nel cortile, 1899.
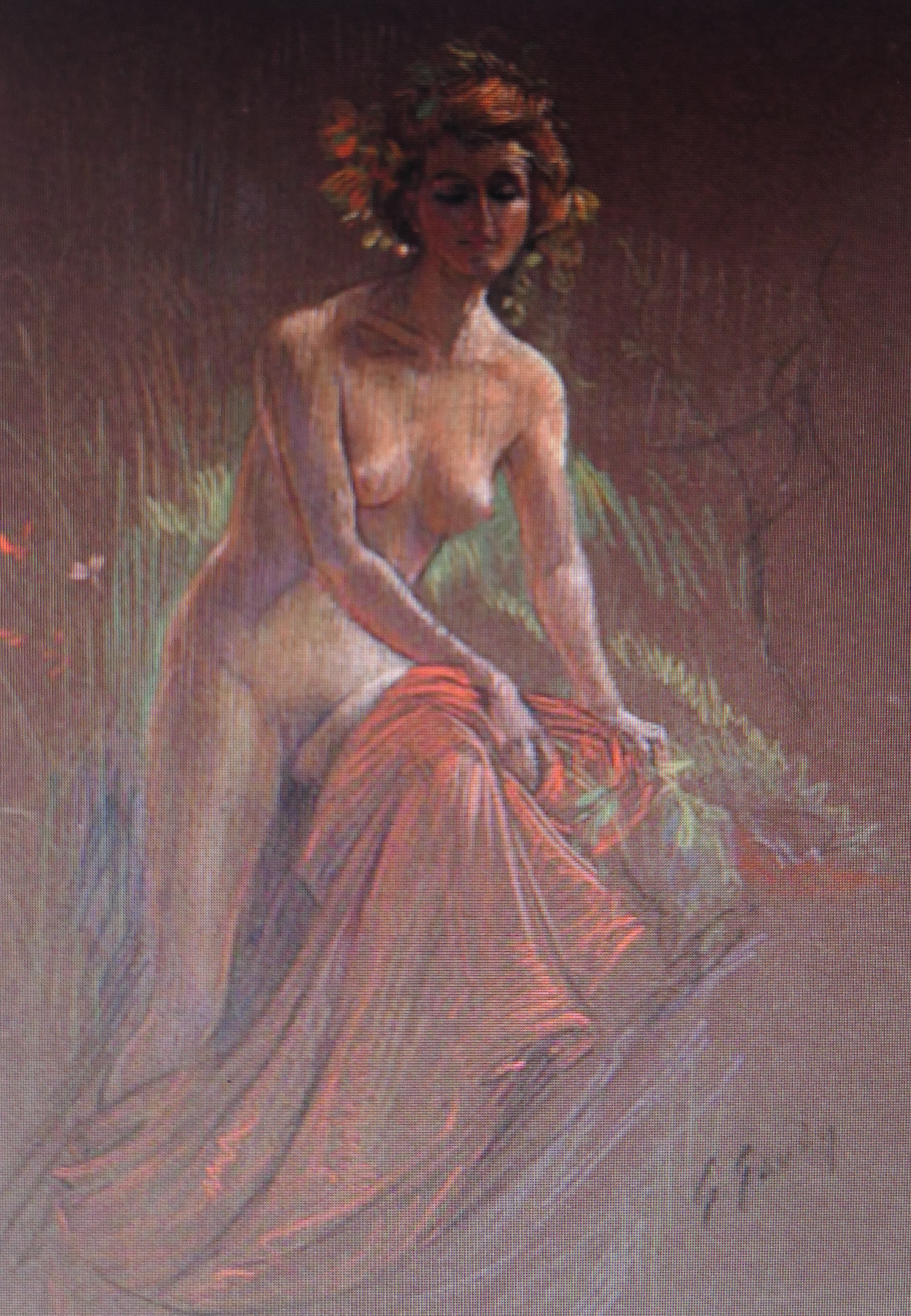
La modella, pastello, 1920.